# 巩天民
巩天民（1900年8月10日—1978年10月2日），原名殿魁，后改名甸奎，男，直隶临榆（今河北秦皇岛）人，中国政治人物，曾任全国工商联副主任委员、中国民主建国会中央常务委员，辽宁省人民委员会副省长。沈阳市民建会和工商联主任委员，辽宁省民建会和工商联主任委员，第一、第二、第三、第四届全国人民代表大会代表，政协第一、第二、第三届全国委员会委员，第四、第五届全国委员会常委。

## 生平
巩天民早年就读于山海关汉英文专门学校，1921年参加了奉天基督教青年会。1925年加入中国共产党。此后他在金融界任职，以此为掩护为党工作。1928年因对中共满洲临时省委的决定不满而退党。九一八事变后他一直从事反日爱国运动，1935年被捕入狱。出狱后他继续从事爱国运动，并出任志城银行董事兼总经理，以此职业作为掩护。抗战结束后于1945年再次加入中国共产党，成为特别党员，但不公开身份。此后他通过其沈阳银行同业会理事长、基督教青年会董事长、商会常务理事的身份与国民党斗争。1947年12月因被怀疑而被国民党警备司令部秘密逮捕。1948年10月31日中国人民解放军占领沈阳后出狱。经东北公安部决定：巩天民公开身分为银行经理，另外担任有关民主党派、工商界、基督教三方面的除奸和保卫工作。组织上让巩天民以高级民主人士面貌出现，继续保持特别党员身分。1949年加入中国民主建国会。同年出席中国人民政治协商会议第一次全体会议。
中华人民共和国成立后，巩天民加入中国民主同盟并任民盟东北总支部委员。此后曾任辽宁省民建会主任委员、辽宁省工商联主任委员、民建中央常委、全国工商联副主任委员、辽宁省政协副主席等职。1954年出任辽宁省人民委员会副省长，分管交通和金融等方面工作。1954年，他当选第一届全国人大代表。9月，他出席第一届全国人大第一次会议讨论宪法草案，期间并发言。成立“三自革新委员会”巩天民任主任委员。第二、三届全国政协委员，第四、五届全国政协常委。文化大革命期间被列为“东北帮”叛党投敌反革命集团而受迫害。1978年10月逝世。